# Сальтисон
Сальтисо́н, или сальцесо́н — колбасное изделие польской и белорусской кухни, распространённое также в Чехии, Венгрии и Украине, где имеет украиноязычное название — ковбик. Отваренные, мелко нарезанные, посоленные свиные субпродукты (лёгкие, сердце, почки, диафрагма, сало), а также мясо со свиной головы, приправленные чесноком, перцем и другими специями, перемешивают, кладут в толстые свиные кишки или желудок, в современном варианте в искусственную оболочку, и опять варят или пропекают в печи, затем на один-полтора дня придавливают гнётом. Едят холодным. Блюдо и название заимствованы из итальянской кухни. Традиционный итальянский сальтисон приправляется чесноком, перцем и тмином. Чешский вариант сальтисона называется тлаченка. Венгерская кухня имеет подобный продукт, дословный перевод — «свиной сыр». Некоторые источники[какие?] указывают на использование печени, но это неверно. Печень, лёгкие, кровь, селезёнка применяются[зачем?] для производства хурки (гурки)[что?] с наполнителем из риса, в некоторых[каких?] случаях гречки (с кровью).